# Lembean
Lembean is een bestuurslaag in het regentschap Bangli van de provincie Bali, Indonesië. Lembean telt 745 inwoners (volkstelling 2010).